# جون جاي إيستون جونيور
جون جاي إيستون جونيور (بالإنجليزية: John J. Easton, Jr.)‏ هو محامي أمريكي، ولد في 16 يونيو 1943.